# Tempelriddernes skat II
Tempelriddernes skat II (conocida en español como El tesoro perdido de los caballeros templarios II: El Santo Grial) es una película danesa de aventuras de 2007 dirigida por Giacomo Campeotto.

## Sinopsis
En 1361 las tropas del rey danés Aldemar, se aproximaban a los muros de la ciudad de Visby. Mientras, una joven llamada Sigrid iba dejando por todo el lugar pistas que llevaban al paradero de un fantástico tesoro. Fue capaz de cumplir su misión antes de ser capturada y emparedada viva en una torre, como castigo por no revelar el paradero del tesoro.

## Reparto
- Julie Grundtvig Wester como Katrine.[3]
- Christian Heldbo Wienberg como Nis.[3]
- Nicklas Svale Andersen como Mathias.[3]
- Frederikke Thomassen como Fie.[3]
- Peter Gantzler como Christian.[3]
- David Owe como Sven.[3]
- Kurt Ravn como Erik Isaksen.[3]
- Trine Pallesen como Dorthe.[3]
- Birgitte Simonsen como Anette.[3]